# Flackarps församling
Flackarps församling var en församling i Lunds stift och i Svedala kommun. Församlingen uppgick 1965 i Uppåkra församling.

## Administrativ historik
Församlingen har medeltida ursprung. 
Församlingen var till 1962 annexförsamling i pastoratet (Stora) Uppåkra och Flackarp. Från 1962 till 1965 var den annexförsamling i pastoratet Uppåkra, Knästorp, Tottarp, Görslöv, Särslöv, Mölleberga och Flackarp. Församlingen uppgick 1965 i Uppåkra församling.

## Kyrkor
Flackarps kyrka revs 1865 varefter Uppåkra kyrka användes som sockenkyrka.